# Zdobycz (powieść)
Zdobycz (fr. La Curée) – powieść Emila Zoli, druga część cyklu o losach rodziny Rougon-Macquartów, opublikowana w 1871. Jej akcja rozgrywa się w czasie wielkiej przebudowy Paryża w latach 50. i 60. XIX wieku i opisuje życie wielkiej burżuazji francuskiej oraz prowadzone przez nią finansowe spekulacje. Jej głównymi bohaterami są Arystydes Rougon, jego druga żona Renata z arystokratycznej rodziny du Chatel oraz Maksym – około 20-letni syn z pierwszego małżeństwa.

## Tytuł
Zdaniem Haliny Suwały polskie tłumaczenie myśliwskiego terminu la curée jako „zdobyczy” (lub w pierwszych wydaniach jako „łup”), jest niezgodne z intencjami autora i ze znaczeniem, jakie to słowo miało już we wcześniejszej francuskiej literaturze społecznie zaangażowanej. Wskazuje ona, iż w języku polskim w podobnym kontekście polowania używa się słowa odprawa, które oznacza zarówno część zwierzyny oddawanej psom łownym, jak i sam moment karmienia ich nią.

## Treść
Powieść rozpoczyna szczegółowy opis domu, powozu i zaprzęgu należącego do rodziny Arystydesa Rougona, który w ciągu czternastu lat dzielących tę powieść od Pochodzenia rodziny Rougon-Macquartów porzucił pierwotny młodzieńczy idealizm i pracę redaktora prowincjonalnego dziennika, by dzięki protekcji brata, Eugeniusza, zdobyć w Paryżu fortunę. Eugeniusz, bonapartystowski polityk, zgadza się na zakulisową pomoc pod warunkiem zmiany nazwiska przez Arystydesa, który przyjmuje pseudonim Saccard. Dzięki wiadomościom zdobytym od brata, był w stanie przeprowadzić szereg udanych operacji spekulacyjnych w czasie przebudowy miasta, kupując domy przeznaczone do wyburzenia i otrzymując krociowe odszkodowania. Resztę fortuny zdobywa dzięki małżeństwu – żeni się z nastoletnią arystokratką Renatą, która, uwiedziona przez nieznanego mężczyznę, zaszła w ciążę i tym samym jej rodzinie zależało na jak najszybszym małżeństwie w celu uniknięcia skandalu.
Małżeństwo Saccarda i Renaty nie układa się dobrze, mężczyzna wikła się w liczne romanse, które mają zapewnić mu kolejne znajomości i wpływy. W tym samym czasie nimfomanka Renata rozpoczyna na poły kazirodczy romans z młodszym od niej o zaledwie kilka lat Maksymem, który Saccard toleruje. Związek ten w końcu rozpada się, gdy Maksym nudzi się swoją kochanką i zaczyna szukać nowych przygód miłosnych z bogatymi młodymi paryżankami. Upokorzona traktowaniem ze strony męża, Renata usiłuje poróżnić go z synem, jednak jej misterna intryga upada. W finale kobieta umiera na zapalenie opon mózgowych, podczas gdy Arystydes żyje dalej jako członek finansowej elity, a Maksym żeni się z odrażająco brzydką, lecz posażną córką przemysłowca.

## Okoliczności powstania i recepcja
Chociaż w momencie pisania utworu Zola był ubogim dziennikarzem i nigdy nie obracał się na salonach, dzieło otrzymało wysokie oceny za swój realizm w opisie zepsucia, hipokryzji i bezwzględności wyższych sfer francuskiej burżuazji. Autor spędził kilka miesięcy zdobywając informacje i notując najdrobniejsze detale nt. wyglądu rezydencji najbogatszych, obyczajów panujących w ich domach, strojów, a także historycznych okoliczności przebudowy Paryża. Notabene, utwór nie był planowany jako historia miłosna, w której niektórzy badacze doszukiwali się nawiązania do racinowskiej Fedry, lecz miał pierwotnie koncentrować się wyłącznie na dziejach zdobywania fortuny przez Saccarda i opisywać środowisko tzw. „złotej młodzieży”, szczególnie potępiane przez autora, jak i ukazywać konsekwencje wychowania kobiet jedynie do roli żon i bywalczyń salonów. Autor doszedł jednak do wniosku, że na poły kazirodczy romans będzie znakomitym symbolem zepsucia świata „arystokracji pieniądza”. Utwór doceniony przez jednych krytyków, został oskarżony przez innych o całkowite pogwałcenie zasad moralności oraz o obrazę Cesarstwa, a gazeta Le Cloche przerwała jego druk w odcinkach, notabene na prośbę samego autora, który nie chciał, by jego przyjaciel Ulbach stracił dziennik. Pierwsze wydanie rozeszło się, mimo skandalu, kiepsko (zaledwie 1000 egzemplarzy), zaś autor został uznany za notorycznego pornografa. Praktycznie jedyną osobą, która publicznie wyraziła się pozytywnie o powieści, był młody Paul Alexis, który od tego czasu był niezwykle zafascynowany Zolą.

## Adaptacje
- Sztuka teatralna pt. Renata – adaptacja na potrzeby sceny dokonana przez samego autora
- W 1966 r. Roger Vadim wyreżyserował uwspółcześnioną adaptację Zdobyczy (ang. tytuł The Game is Over). W filmie zagrali Jane Fonda, Michel Piccoli i Peter McEnery.